# 17907 Danielgude
17907 Danielgude este un asteroid din centura principală de asteroizi.

## Descriere
17907 Danielgude este un asteroid din centura principală de asteroizi. A fost descoperit pe 19 martie 1999 la Socorro, New Mexico, în cadrul proiectului LINEAR. Asteroidul prezintă o orbită caracterizată de o semiaxă mare de 2,54 ua, o excentricitate de 0,14 și o înclinație de 5,1° în raport cu ecliptica.